# István Asztalos
István Asztalos (n. 28 august 1909, Micăsasa, Comitatul Târnava Mică – d. 5 martie 1960, Cluj) a fost un scriitor maghiar din Transilvania. A fost distins cu Premiul de Stat al Republicii Populare Romîne.

## Viața
István Asztalos s-a născut la data de 28 august 1909 în satul Micăsasa din comitatul Târnava Mică (actualmente în județul Sibiu). Provenea dintr-o familie săracă de muncitori, care l-a putut susține financiar doar în primele două clase ale gimnaziului reformat din Cluj. În continuare și-a asigurat traiul lucrând ca muncitor pădurar necalificat, mai apoi ca salahor și miner într-o carieră de piatră.
În anul 1934 s-a stabilit definitiv în Cluj, unde a început colaborarea la diferite publicații literare. Activitatea sa literară a început în anul 1938, când a apărut primul său volum, romanul Elmondja János (Ianoș povestește), după care au urmat, pe rând, mai multe culegeri de nuvele, romane, piese de teatru și articole de publicistică și reportaje etc. Scrierile sale sunt inspirate din viața satelor și orașelor transilvănene.
În anii celui de-Al Doilea Război Mondial a efectuat o intensă activitate de gazetar, remarcându-se prin opiniile sale antifasciste. În primăvara anului 1944 a fost concentrat forțat în Armata Maghiară (armata horthystă), dar a dezertat la scurtă vreme și s-a ascuns la Budapesta în așteptarea terminării războiului. După război, a revenit la Cluj unde și-a reluat activitatea de gazetar.
În perioada regimului comunist, a desfășurat o intensă activitate gazetărească, publicând numeroase articole și reportaje, cronici literare etc. în special în ziarele Falvak népe („Lumea satelor”) (1945-1950) și Utunk („Drumul nostru”) (1956-1960), unde a lucrat ca redactor. În paralel, și-a continuat activitatea de scriitor, publicând mai multe romane și volume de nuvele în mare parte cu subiecte din viața satului.
Într-o caracterizare a secției de cadre a Comitetului Județean de Partid Cluj din 17 aprilie 1948 era apreciat ca „element dinamic și disciplinat”, „unul dintre cei mai buni scriitori maghiari”.
Povestirea amplă Szél fuvatlan nem indul („Vântul nu se stârnește din senin”, 1949), tradusă imediat după apariție și în limba română, a fost una din primele lucrări de amploare ale literaturii proletcultiste din România. Are loc cu acest prilej o orientare către o nouă perspectivă asupra vieții satului, văzut din perspectiva comunistă, accentul mutându-se asupra țărănimii oropsite de către chiaburi. Următoarele lucrări continuă pe aceeași direcție proletcultistă. Pentru activitatea sa literară, István Asztalos a fost distins cu Premiul de Stat al Republicii Populare Romîne.
În ultimii săi ani de viață, el a condus revista pentru copii Napsugár („Raza de soare”), care a apărut în limba maghiară la Cluj. De asemenea, a scris numeroase lucrări pentru cei mici. A murit neașteptat în plină putere creatoare în data de 5 martie 1960 în orașul Cluj, la vârsta de numai 51 ani.
Scrierile sale au fost reunite în Mûvek („Opere”), cinci volume apărute în 1961 și 1962.

## Premii
- Premiul de Stat al Republicii Populare Române pentru lucrările de o deosebită valoare efectuate în anul 1949 în domeniul Literaturii, clasa II-a (8 martie 1951), pentru romanul «Vântul nu se stârnește din senin»”[9]

## Distincții
- Ordinul Muncii clasa a II-a (9 iunie 1954) „pentru merite deosebite în domeniul creației literare”[10]
- Ordinul „Steaua Republicii Populare Romîne” clasa a IV-a (12 august 1959) „pentru activitate rodnică în dezvoltarea științei și culturii din Republica Populară Romînă”[11]

## Opera

### Romane
- Elmondja János („Ianoș povestește”), Cluj, 1938;
- Új esztendő („An nou”), Cluj, 1940, 1955;
- Szél fuvatlan nem indul („Vântul nu se stârnește din senin”), Cluj, 1949;
- Fiatal szívvel („Inimă tânără”), Cluj, 1952.

### Proză scurtă
- Üröm („Pelin”), schițe și povestiri, Cluj, 1942;
- Vád és panasz („Acuzație și plângere”), București, 1954;
- Emberség („Omenie”), nuvele, Cluj, 1958;
- Megszépült öregség („Bătrânețe fericită”), nuvele Cluj, 1958.

### Memorialistică
- Író a hadak útján („Un scriitor pe drumurile războiului”), cronică, Cluj, 1946.